# 罗尼·巴伦
罗尼·巴伦(原名罗纳德·雷蒙德·巴罗斯，1943年10月9日—1997年3月20日）生于新奥尔良，是20世纪70年代的一名美国演员，键盘手，风琴手。他是一名出名的音乐家，和他的夥伴及伴奏者——约翰博士，一名新奧爾良艺术家伴奏者。
他曾被保羅·巴特菲爾德，罐装的热，瑞·库德，汤姆·威茨，埃里克·伯顿和動物樂團，德兰尼和邦妮和朋友等音乐家雇佣。
1958年，巴伦遇到了雷本纳克，并在新奥尔良附近的几个场馆与他一起表演。在这段时间里，他创造了“以太”形象，以满足那些对演艺人员最感兴趣的观众。雷本纳克对那个花招印象深刻。巴伦于1965年被Sonny & Cher雇佣，并搬到加州，成为一名音乐家，之后就放棄了作爲牧师的角色。
他的配偶为琳达·凯利，并育有两个孩子——罗纳德·雷蒙德(Ronald Raymond）和艾娃（Ava）。1997年，他死于心脏病并发症。

## 引用
1. ↑  .   [2018-05-20]. （原始内容存档于1997-07-03）.